# Îlot de Cima
L'îlot de Cima (en portugais Ilhéu de Cima) est l'un des six îlots situés à 380 mètres de la rive de l'île de Porto Santo, faisant partie de l'archipel de Madère, région autonome du Portugal. Il se situe au nord-est de celle-ci et il est inhabité. Il est le plus proche des six îlots de Porto Santo. 

## Géographie
L'îlot est rocheux et sa superficie est de 32 hectares et il est le deuxième en taille des îlots environnants. Son point culminant est à 111 mètres et la moitié de l'îlot présente des falaises côtières tandis que le centre de l'îlot est un plateau. L'îlot est également le point le plus à l'est de l'archipel de Madère. On y trouve un phare en fonction depuis 1901.
Avec tous les îlots de la région, il fait partie du parc naturel de Madère. De plus, l'îlot est riche en flore côtière.
|              |
| Cartographie |

|              |
| Localisation |